# بركة جمع المياه

منزل ، مع إمبلوفيوم مرقم 7

بركة جمع المياه هو نظام حوض تجميع مياه يهدف إلى التقاط مياه الأمطار المتدفقة من ساحة السطح الداخلية، وهي منطقة في السطح. غالبًا ما تُوضَع في فناء، تحت فتحة في السقف، وبالتالي "داخل"، بدلًا من "خارج"، المبنى، وهي ميزة بارزة في العديد من التقاليد المعمارية.

## بركة جمع المياه اليونانية الرومانية
في الدراسات المعمارية اليونانية الرومانية، يشير مصطلح "بركة جمع المياه" إلى الجزء الغارق من الأتريوم في منزل يوناني أو روماني (قبة (دومس))، والمصمم لحمل مياه الأمطار المتساقطة من بركة جمع المياه في السقف. عادة ما تكون مصنوعة من الرخام وتوضع على بعد حوالي 30 سم تحت أرضية الأتريوم، وتُفرَّغ في صهريج تحت الأرضية.

### البناء والاستخدام

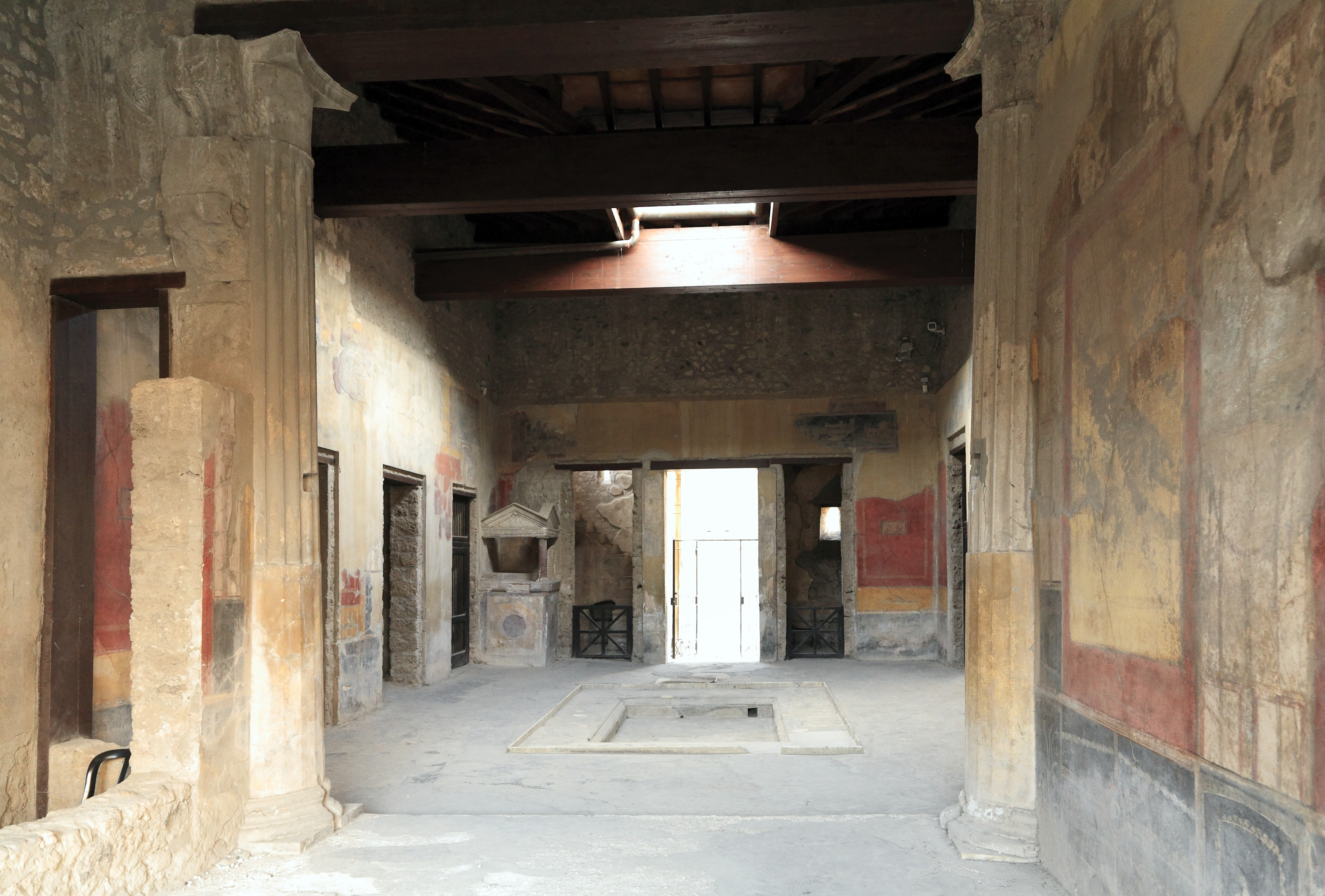
بركة جمغ المياه في وسط أتريوم منزل ميناندر، بومبي

أشارت عمليات التفتيش (دون حفر) لبركة جمع مياه في بايستوم وبومبي وروما إذ إن سطح الرصف في بركة جمع المياه كان مساميًا، أو أن البلاط الحجري غير المسامي كان مفصولًا بفجوات كبيرة بما يكفي للسماح لكمية كبيرة من المياه المحاصرة في حوض البركة بالتسرب عبر الشقوق، وبعد ذلك، من خلال طبقات من الحصى والرمل إلى غرفة احتجاز تحت الأرض. ثمة فتحة دائرية من الحجر محمية بطوق بئري يسمح بسهولة الوصول عن طريق الدلو والحبل إلى مصدر المياه الخاص والمفلترة والمبردة بشكل طبيعي.
عُثر على مصادر مياه مماثلة في أماكن أخرى من الأماكن العامة في المدينة، حيث أظهرت أحجارها أنماط التآكل التي تشير إلى كثرة الاستخدام. خلال المواسم الممطرة، فإن المياه الزائدة التي لا يمكن أن تمر عبر الفلتر سوف تفيض من الحوض وتخرج من المبنى، ويمكن إزالة أي رواسب أو حطام متبقي في حوض السطح. في الطقس الحار، يمكن سحب المياه من حجرة الصهريج (أو جعل العبيد يجلبونها من الإمدادات خارج قبة (دومس)) وإلقائها في البركة الضحلة لتتبخر وتوفر تأثير تبريد للأتريوم بأكمله: عندما يتبخر الماء، يبرد الهواء المسحوب من خلال الخزان ويُنقل في جميع أنحاء المنزل لتبريد مساحات المعيشة المحيطة، وهو شكل من أشكال التبريد السلبي. لقد شكل الجمع بين ساحة السطح الداخلية وبركة جمع المياه طريقةً مبتكرة وفعالة وجذابة لجمع مياه الأمطار وتصفيتها وتبريدها.

## بركة جمع المياه في غرب ووسط أفريقيا
عرّف دينير، أسلوبًا معماريًا أمطاريًا في العمارة التقليدية الأفريقية غي غرب أفريقيا، حيث "تواجه أربعة مبانٍ عادةً بعضها البعض عبر فناء". لم تكن المباني ذات "الطراز" (في الواقع، نوع "يعتمد على المجموعة ") تتميز بالضرورة بوجود صهاريج لجمع مياه الأمطار. ومما يزيد الأمور تعقيدًا أن بعض النصوص خلطت بين أسلوب دينير المسمى " إمبلوفيوم (بركة جمع المياه)" و "بين البركة المخصصة لجمع المياه (إمبلوفيوم)" نفسها، وبالتالي اعتبرت أن "بركة جمع المياه" لا يشير إلى استخدام آليات لالتقاط المياه، بل إلى مخططات المنازل التي تركز على الفناء.

### أمثلة

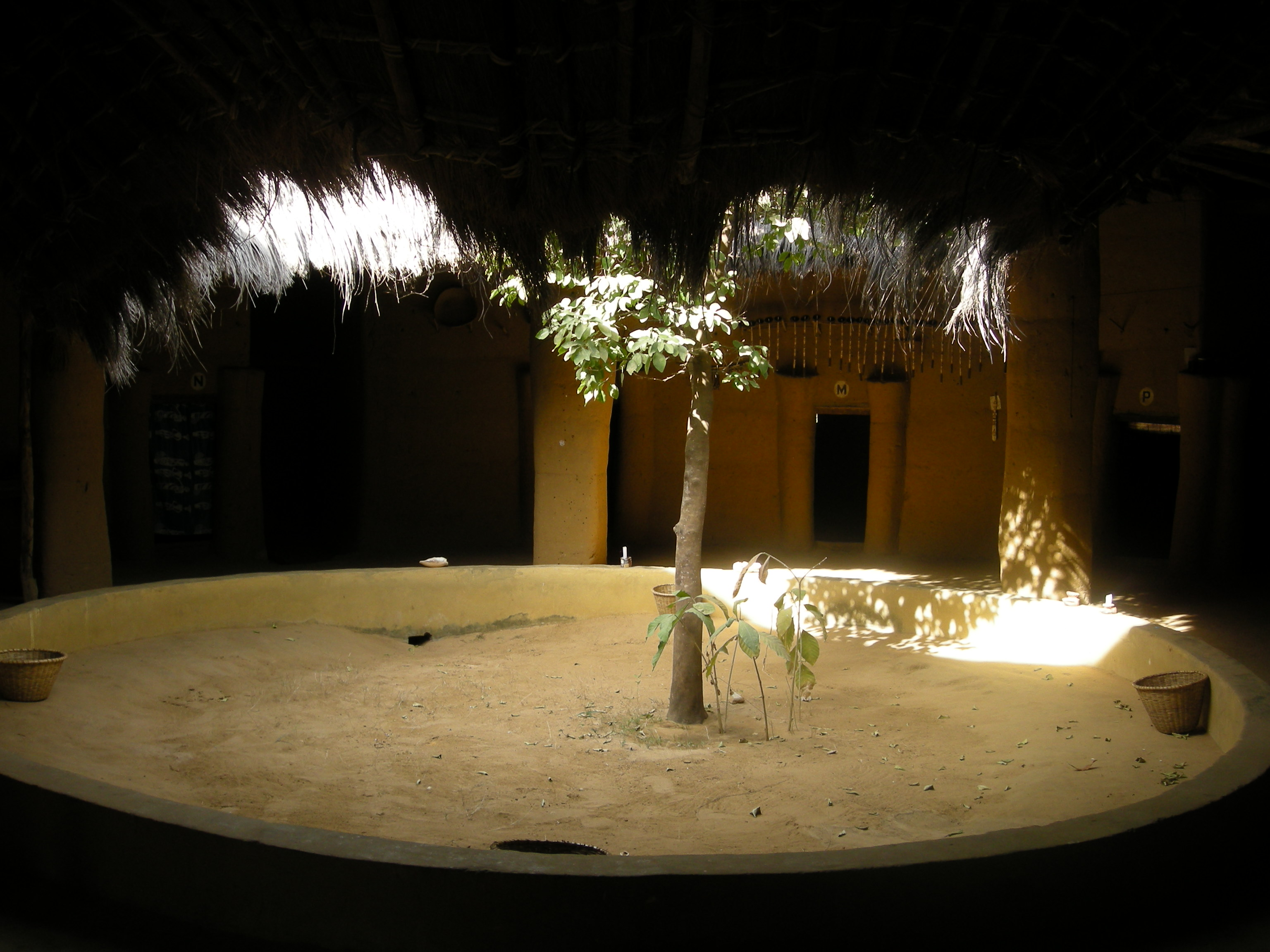
بركة جمع مياه في منزل في كازامانس، السنغال

وقد لوحظت برك جمع المياه في العديد من التقاليد المعمارية في غرب/وسط أفريقيا، بما في ذلك تقاليد إيجبو، ويوروبا، وشعوب إيدو، وجولا  وباموم . وقد تراوحت هذه الأشياء من حيث التعقيد: فأول ما يمكن رؤيته في اليوروبا هو أكودي والذي كان في بعض الأحيان عبارة عن أواني موضوعة في زوايا ساحات مستطيلة واسعة،  بينما تم تصريف بعضها في كيتو، بجمهورية بنين، في خزانات تحت الأرض. كان عامة الناس في مملكة بنين يمتلكون عادة منازل تحتوي على العديد من الفتحات في مساحتهم المكونة من فناء واحد أو فناءين، وفي بعض الأحيان يتم تصريفها من المنزل عن طريق الأنابيب. كما لاحظ نيفادومسكي وآخرون، أن الغرض من هذه النوافذ هو إزالة مياه الأمطار حتى يمكن استخدام السقف المفتوح كمصدر للضوء ومصدر للهواء النقي. في حين كانت العديد من الأمثلة السابقة مستقيمة الخطوط، تصلح لتصميم برك تجميع مياه خاصةً في السنغال حول مخططات أرضية مستديرة؛ وقد أصبح هذا هو الأساس لـبيوتات برك جمع المياه في زيغينشور، السنغال، وهو مركز للفنون تديره التحالف الفرنسي السنغالي.

### الأصول
كثيراً ما اندهش الرحالة الأوروبيون في القرنين التاسع عشر والعشرين عندما وجدوا أوجه تشابه مع الثقافة الكلاسيكية في التقاليد المعمارية التي كانت واضحة المعالم: "في منطقة باموم، يوجد نوع مثير للاهتمام من الأكواخ. وفي إشارته إليه، يقول أنكرمان: "تُظهر منازل الرجال (Herrenhäuser) في باموم، على عكس منازل النساء، بنيةً بالغة التعقيد. لقد شعرت بدهشة شديدة عندما دخلت لأول مرة لأجد نفسي في ردهة رومانية حقيقية بها بركة جمع مياه في المنتصف، مع سقف مائل نحو المنتصف ومدعوم بأعمدة." وقد أدى هذا إلى عدد من النظريات التي تحاول ربط برك جمع المياه غرب ووسط إفريقيا بالتأثيرات اليونانية الرومانية والمصرية والبرتغالية. وبينما يرفض كالاوس إمكانية التأثير البرتغالي، فإنه يكتب أن "تأثير البحر الأبيض المتوسط القديم يبدو أكثر منطقية ولكنه لم يأتِ بالضرورة عبر مصر... بالطبع، هذا لا يثبت وجود اتصالات بين الإتروسكان وشعوب ما يُعرف الآن بجنوب نيجيريا، ولكن وجود برك جمع مياه هناك (وفي أماكن أخرى في غرب إفريقيا) ليس من السهل بالتأكيد تفسيره من حيث أصل مستقل تمامًا." من ناحية أخرى، يلاحظ دينير أنه "لم يكن من الممكن أن تحدث مستوطنة كبيرة حقًا في هذه المنطقة [جنوب نيجيريا] قبل العثور على وسيلة لجمع المياه"، لتوفيرها لموسم الجفاف ولإدارة التآكل. وبصراحة تامة، كتب نيفادومسكي وآخرون أنه "ليس من الضروري افتراض وجود مصدر خارجي لما كان على الأرجح تطورًا مستقلاً للمكان والشكل. فمن الممكن أن يكون منزل برك جمع مياه قد نشأ بسهولة في مناخ من أشعة الشمس الحارقة والأمطار الموسمية الغزيرة."

## طالع أيضًا
- العمارة الرومانية القديمة
- العمارة اليونانية القديمة
- مملكة بنين